# Güira de Melena
Güira de Melena è un comune di Cuba, situato nella provincia di Artemisa.